# Michael Kafui Helegbe
Michael Helegbe est un footballeur ghanéen né le 15 septembre 1985. Il joue au poste de milieu de terrain avec le KV Ostende.
Premier match en Ligue 2 : Amiens SC 3-1 EA Guingamp le 27/04/07

## Carrière
- 1992-1996 : SS Marseille Model Football Academy  Ghana
- 2003-2005 : Liberty Professionals  Ghana
- Août 2005-Décembre 2005 : SK Brann  Norvège
- Janvier 2006-Décembre 2006 : Liberty Professionals  Ghana
- Janvier 2007-Août 2009 : EA Guingamp  France
- Août 2009- : KV Ostende  Belgique

## International
- International Ghanéen.